# L'uomo della notte
L'uomo della notte è stato un programma radiofonico prodotto da Radio Rai degli anni '70 sotto la conduzione di Alice Visconti, e successivamente ripreso nel 2007 da Maurizio Costanzo. 

## Il Programma

### Anni 70
Allora condotto da Alice Visconti, che curava anche le musiche. Il programma andava in onda in due parti: la prima dalle 22.30 alle 23.30 irradiata sul Secondo programma, la seconda dalle 23.30 alle 24:00 in apertura delle trasmissioni del Notturno dall'Italia (successivamente ribattezzato Notturno Italiano). Il sottotitolo del programma era: Divagazioni di fine giornata.
La sigla nel 1974 era The Windmills of Your Mind, di Michel Legrand, Alan Bergman e Marilyn Bergman.

### 2007-Anni '10
A partire dal 9 aprile 2007, il programma comincia nuovamente ad essere trasmesso, ma sulle frequenze di Rai Radio 1, subito dopo il Giornale della Mezzanotte, dalle 00:15 alle 01:00, con 4 appuntamenti settimanali il martedì, mercoledì, giovedì e sabato, sotto la conduzione di Maurizio Costanzo.
Nel 2008, dopo poco più di un anno dall'inizio della conduzione di Costanzo, ha cominciato a fare la comparsa una rubrica all'interno della trasmissione chiamata "Poetando". Uno spazio in cui giovani aspiranti poeti hanno la possibilità di esprimersi. Un anno dopo, nel 2009, è stato pubblicato un libro da Aliberti Editore intitolato "Poetando. L'uomo della notte", in cui sono state raccolte le poesie più originali e toccanti secondo Costanzo.